# 埃克哈德·克鲁格

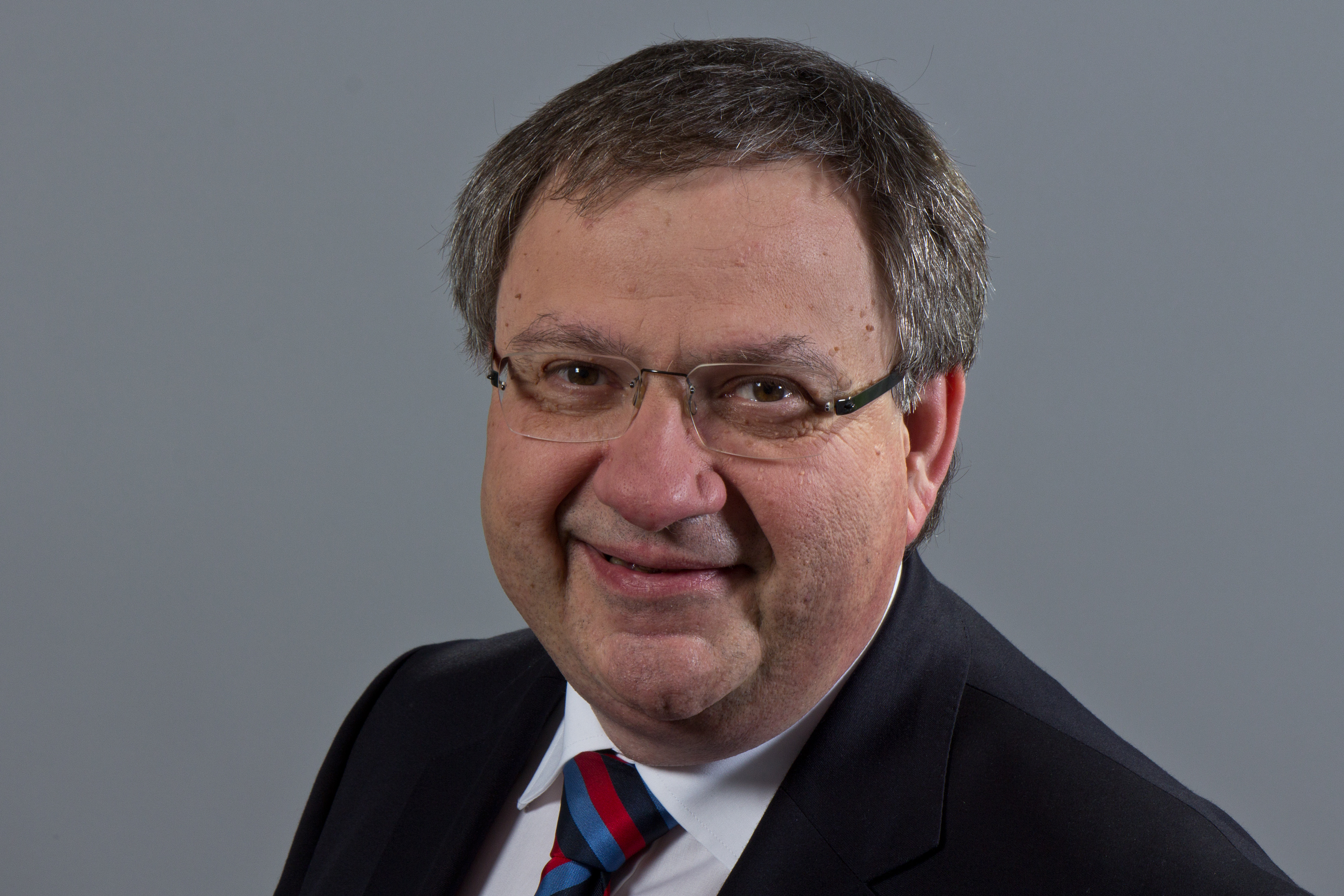

埃克哈德·克鲁格（德語：Ekkehard Klug，1956年6月3日—）是一位出生於基尔的德國自由民主党籍政治人物以及东欧、俄羅斯、蘇聯历史學者。他曾經於2009年至2012年之間擔任石勒苏益格-荷尔斯泰因的教育和文化部长。